# Löwygrube

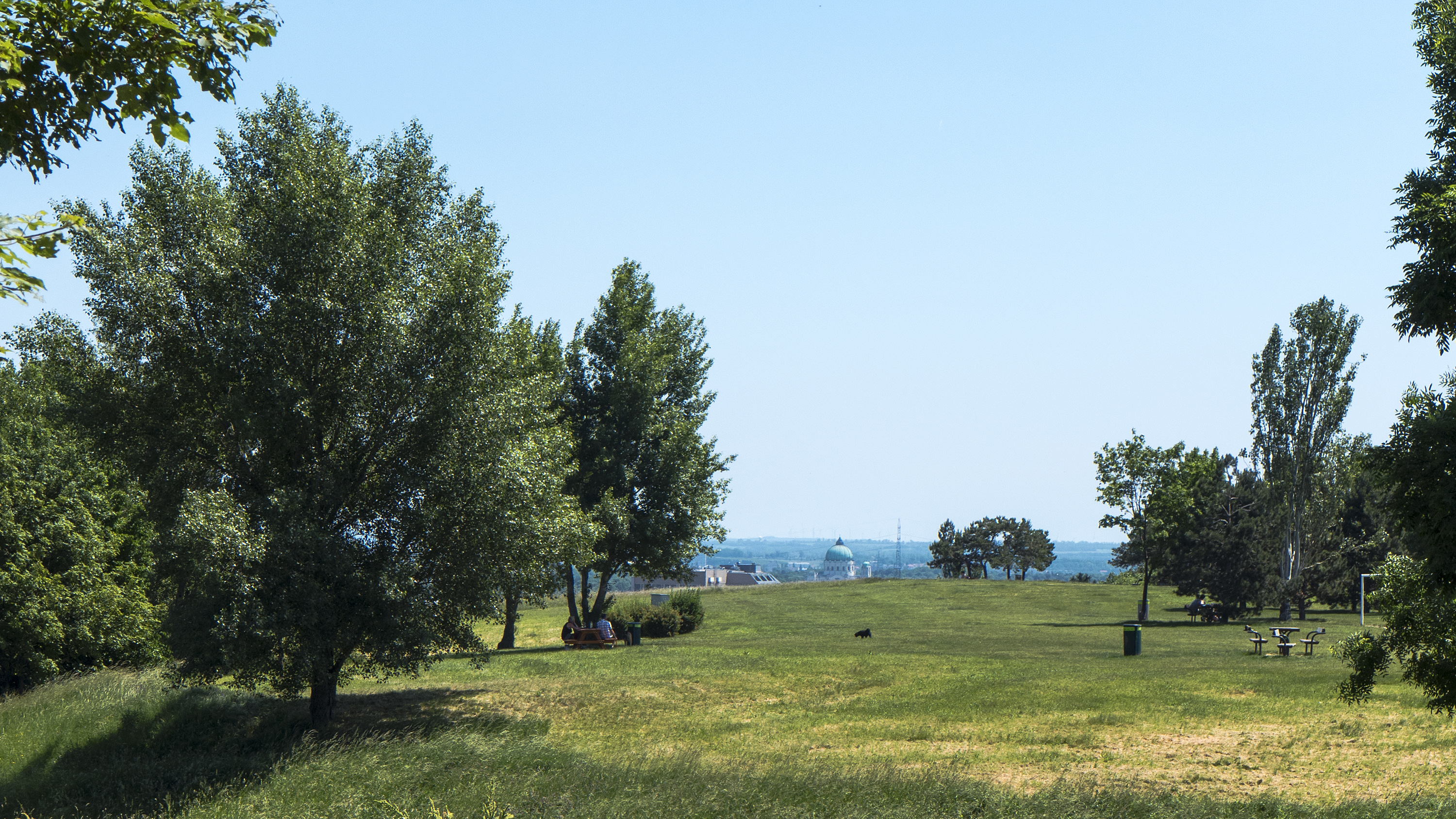
Parkanlage Löwygrube (2015)

Die Parkanlage Löwygrube ist ein Wiener Park im 10. Bezirk, Favoriten.

## Beschreibung

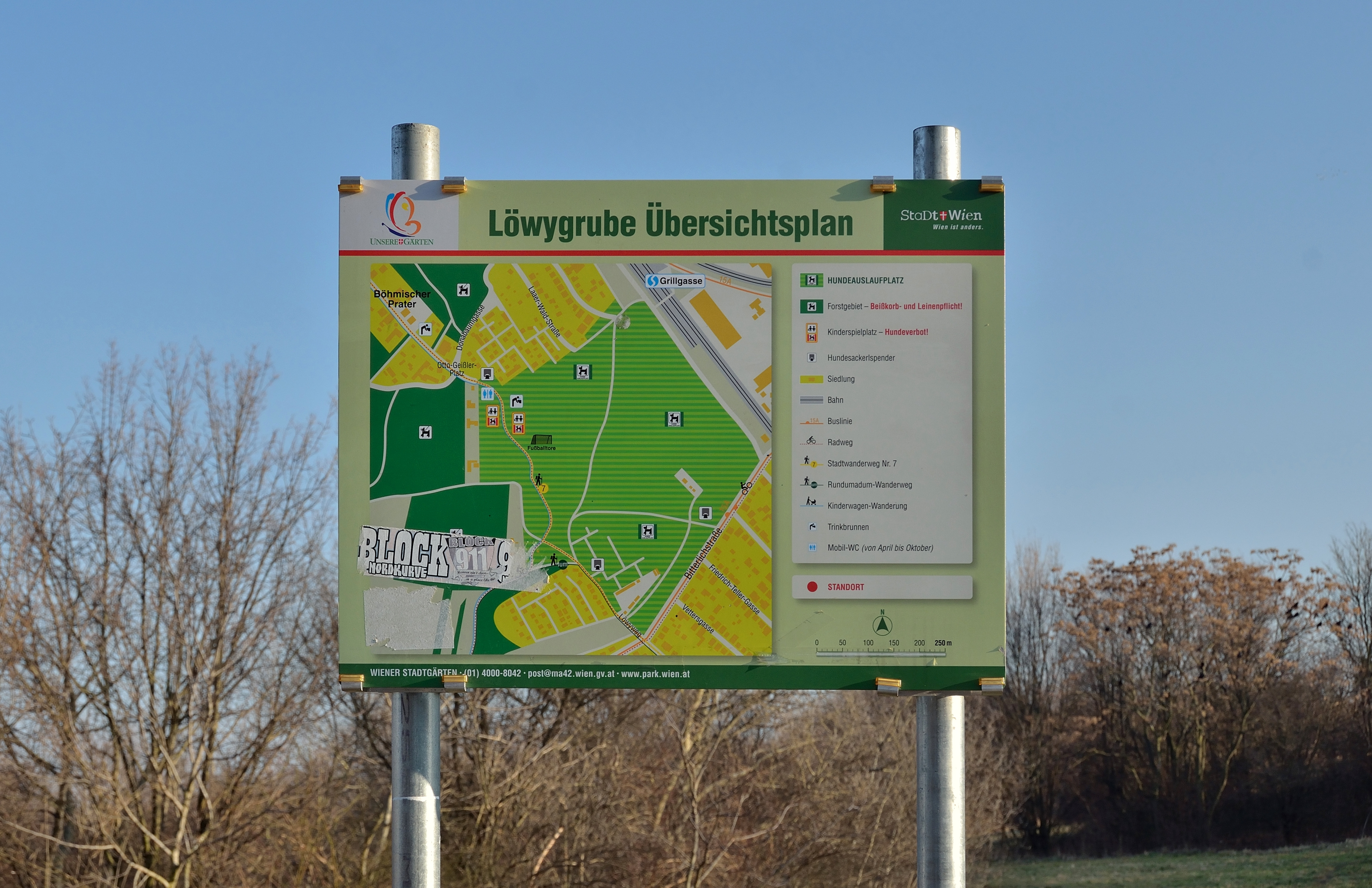
Übersichtsplan Löwygrube (2015)

Die Parkanlage Löwygrube ist eine ca. 164.000 m² naturnahe Parkanlage im Bezirksteil Oberlaa. Die Parkanlage liegt zwischen Bitterlichstraße, An der Ostbahn, Donabaumgasse und Löwyweg. Sie wird extensiv gepflegt und ist fast vollständig als Hundezone gewidmet. Neben weitläufigen Wiesenflächen und einem alten Baumbestand verfügt sie über einen Kinderspielplatz, Fußballplatz, öffentliche Toilette, Sitzmöglichkeiten und einen Trinkbrunnen. Die Löwygrube gehört mit dem Kurpark Oberlaa, dem Volkspark Laaerberg, dem Böhmischen Prater und dem Laaerwald zum Großerholungsraum Laaerberg.

## Geschichte
Die Löwygrube verdankt ihren Namen der ehemals an dieser Stelle etablierten privaten Ziegelei Löwy von Jacob Löwy (1859–1942), die auf dem Gebiet des Laaer Waldes Lehm abbaute und Ziegel brannte. Der Pfeifenteich und der Butterteich sind Reste dieser Ziegelgruben. Nach dem Zweiten Weltkrieg, ab Anfang der 1950er Jahre bis ca. 1965 wurde die Löwygrube als Mülldeponie genutzt. Danach erfolgte die Umwandlung zum Naherholungsgebiet. Die Altlasten der Mülldeponie sind seit 2011 gesichert. Heute ist das gesamte Gebiet als Landschaftsschutzgebiet geschützt.

## Sehenswürdigkeiten

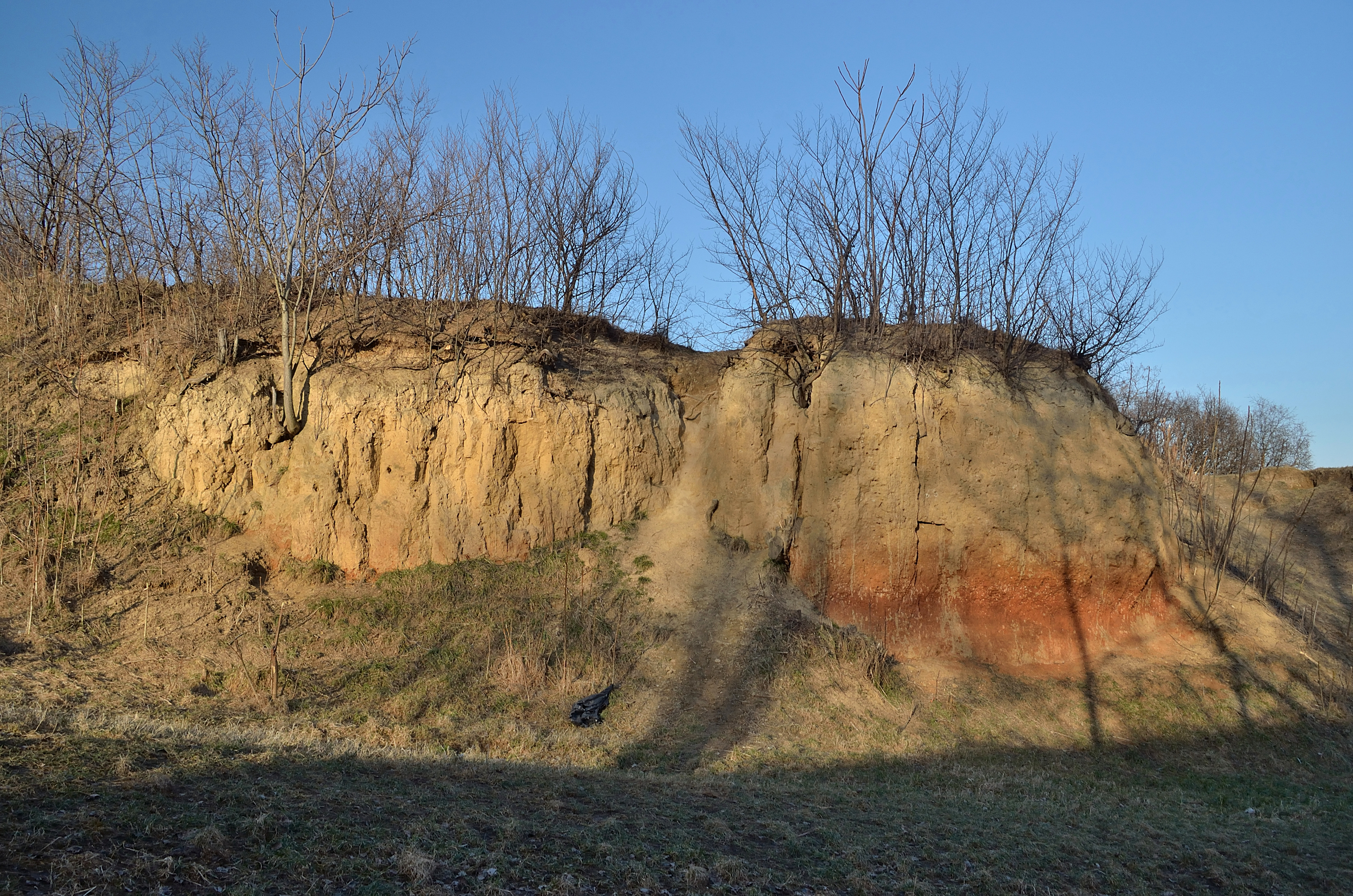
Abbauwand der ehemaligen Rudolfsziegelöfen (2015)

- In der Parkanlage befindet sich das Naturdenkmal 704, die ehemalige Abbauwand der Rudolfsziegelöfen.[8]
- Von der Parkanlage aus hat man bei klarem Wetter einen schönen Ausblick über den Wiener Prater und das Marchfeld bis zu den Niederen Karpaten der Slowakei.[1]Aussicht von der Parkanlage Löwygrube (2012)

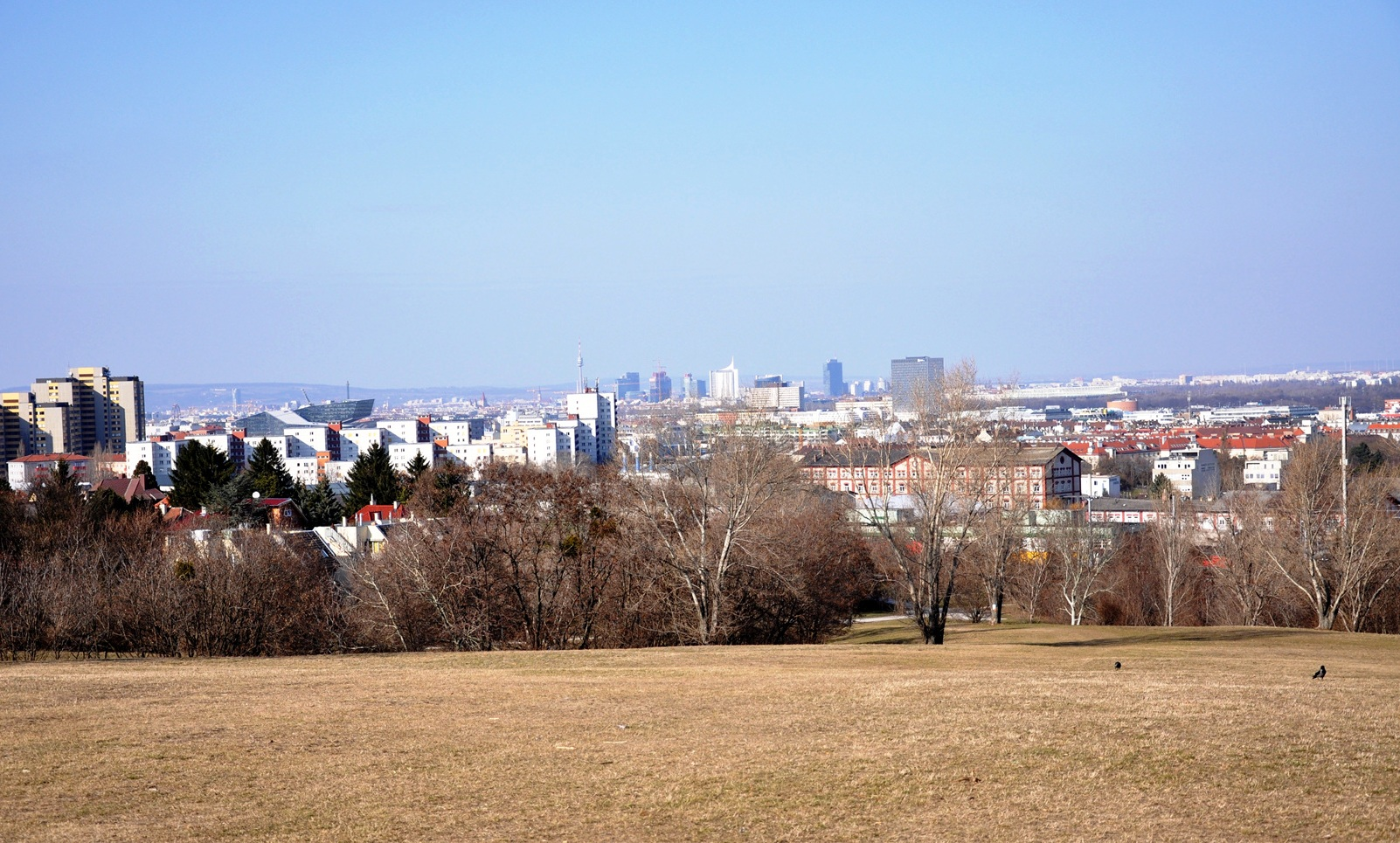
Aussicht von der Parkanlage Löwygrube (2012)